# Joaquim Dualde Santos de Lamadrid
Joaquim Dualde Santos de Lamadrid (Barcelona, 14 de novembre de 1932 - Barcelona, 28 d'abril de 2012) fou un jugador d'hoquei sobre herba català, guanyador d'una medalla de bronze als Jocs Olímpics de Roma 1960. Era germà del també jugador d'hoquei sobre herba Eduard Dualde i cosí d'Ignasi Macaya.
Membre del Reial Club de Polo de Barcelona va participar, als 27 anys, en els Jocs Olímpics d'Estiu de 1960 realitzats a Roma (Itàlia), on va aconseguir guanyar la medalla de bronze amb l'equip espanyol d'hoquei sobre herba, sent aquesta la seva única participació olímpica.
Morí a Barcelona el 28 d'abril de 2012.